# Bellum
Bellum er en kortfilm fra 2010 instrueret af David B. Sørensen.

## Handling
Dagen før en ung mand rejser i krig, tager han hjem på besøg.